# Mariusz Ciota
Mariusz Ciota (ur. 1963) – polski lekkoatleta, specjalizujący się w biegach sprinterskich.

## Osiągnięcia
- Mistrzostwa Polski seniorów w lekkoatletyce (2 medale)[1]
  - Lublin 1984
    - srebrny medal w sztafecie 4 × 400 m

  - Kraków 1989
    - brązowy medal w sztafecie 4 × 400 m

- Halowe mistrzostwa Polski seniorów w lekkoatletyce (2 medale)[2]
  - Zabrze 1985
    - brązowy medal w biegu na 400 m

  - Zabrze 1987
    - złoty medal w biegu na 400 m

## Rekordy życiowe
- bieg na 200 metrów
  - stadion – 21,64 (Sofia 1985)
- bieg na 400 metrów
  - stadion – 47,47 (Sopot 1985)